# Dekanat Praga II
Dekanat Praga II – jeden z 14 dekanatów rzymskokatolickich wchodzących w skład archidiecezji praskiej w Czechach. 
Według danych na styczeń 2016 roku, w jego skład wchodziło 22 parafie i 1 ośrodek duszpasterski. 

## Lista parafii
Źródło:
| Lp. | Miejscowość     | Parafia                                                                      | Proboszcz                                     | Kościół                                            | Grafika |
| --- | --------------- | ---------------------------------------------------------------------------- | --------------------------------------------- | -------------------------------------------------- | ------- |
| 1   | Praga           | Parafia św. Filipa i św. Jakuba                                              | Mgr. Josef Ptáček                             | Kościół św. Filipa i św. Jakuba w Pradze           |         |
| 2   | Praga           | Parafia Trójcy Przenajświętszej                                              | P. Lohelius Zdeněk Klindera, Th.D., O.Praem.  | Kościół Trójcy Przenajświętszej w Pradze           |         |
| 3   | Praga           | Parafia Świętych Apostołów Piotra i Pawła                                    | Mgr. Zdeněk Skalický                          | Kościół Świętych Apostołów Piotra i Pawła w Pradze |         |
| 4   | Praga           | Parafia Wszystkich Świętych                                                  | Mgr. Zdeněk Skalický                          | Kościół Wszystkich Świętych w Pradze               |         |
| 5   | Praga           | Parafia św. Jakuba Starszego                                                 | ThLic. Adam Ryszard Lodek                     | Kościół św. Jakuba Starszego w Pradze              |         |
| 6   | Praga           | Parafia św. Wacława                                                          | ThMgr. Jerzy Gapski                           | Kościół św. Wacława w Pradze                       |         |
| 7   | Praga           | Parafia św. Małgorzaty                                                       | P. Václav Jiří Snětina OSB                    | Kościół św. Małgorzaty w Pradze                    |         |
| 8   | Praga           | Parafia św. Gotharda                                                         | JCLic. Mgr. Miloš Szabo, Th.D.                | Kościół św. Gotharda w Pradze                      |         |
| 9   | Praga           | Parafia św. Macieja                                                          | P. Krzysztof Tomasz Łabędź CMF                | Kościół św. Macieja w Pradze                       |         |
| 10  | Praga           | Parafia św. Fabiana i św. Sebastiana                                         | P. Mgr. Jeroným Josef Ertelt O.Carm.          | Kościół św. Fabiana i św. Sebastiana w Pradze      |         |
| 11  | Praga           | Parafia Świętych Cyryla i Metodego                                           | P. Jakub Karel Berka O.Praem.                 | Kościół Świętych Cyryla i Metodego w Pradze        |         |
| 12  | Praga           | Parafia św. Norberta                                                         | P. Mgr. Wolfgang Karel Horák O.Praem.         | Kościół św. Norberta w Pradze                      |         |
| 13  | Praga           | Parafia Trójcy Przenajświętszej                                              | Mgr. Vladimír Kelnar                          | Kościół Trójcy Przenajświętszej w Pradze           |         |
| 14  | Hostivice       | Parafia w Hostivicach                                                        | P. Mgr. Norbert Milan Badal OP                | Kościół w Hostivicach                              |         |
| 15  | Ořech           | Parafia w Ořech                                                              | PhDr. Radek Tichý, Ph.D., S.L.D.              | Kościół w Ořech                                    |         |
| 16  | Třebotov        | Parafia w Třebotovie                                                         | Mgr. Zdeněk Skalický                          | Kościół w Třebotovie                               |         |
| 17  | Roztoky u Prahy | Parafia w Roztoky u Prahy                                                    | Petr Bubeníček                                | Kościół w Roztoky u Prahy                          |         |
| 18  | Praga-Řepy      | Parafia św. Marcina                                                          | P. ThLic. PhDr. Daniel Peter Janáček O.Praem. | Kościół św. Marcina w Pradze-Řepy                  |         |
| 19  | Tuchoměřice     | Parafia w Tuchoměřicach                                                      | P. Alain Cleyssac CCN                         | Kościół w Tuchoměřicach                            |         |
| 20  | Praga           | Parafia św. Gabriela                                                         | doc. JUDr. Stanislav Přibyl, Ph.D., JC.D.     | Kościół św. Gabriela w Pradze                      |         |
| 21  | Praga           | Parafia Matki Bożej Zwycięskiej                                              | P. Benedikt Vojtěch Kolaja OSB                | Kościół Matki Bożej Zwycięskiej w Pradze           |         |
| 22  | Praga-Dejvice   | Parafia św. Wojciecha                                                        | Mgr. Ing. Michal Němeček                      | Kościół św. Wojciecha w Pradze-Dejvice             |         |
|     | Praga           | Rzymskokatolicki ośrodek duszpasterski przy Uniwersytecie Rolniczym w Pradze | RNDr. Matúš Kocian, Ph.D.                     |                                                    |         |